# Jean Fourastié
Pour les articles homonymes, voir Fourastié.
Jean Fourastié est un économiste français né le 15 avril 1907 à Saint-Benin-d'Azy (Nièvre) et mort 25 juillet 1990 à Douelle (Lot), auteur prolifique d'une quarantaine d'ouvrages, connu notamment pour avoir été à l'origine de l'expression les « Trente Glorieuses », désignant la période prospère qu'ont connue la France et la plupart des pays industrialisés de la fin de la Seconde Guerre mondiale au premier choc pétrolier (1947-1973).
Jean Fourastié est connu aussi pour ses travaux sur les prix, la productivité et surtout le progrès technique. Selon lui, c'est là que réside la clef des mécanismes fondamentaux de l'économie (évolution des prix et de la rente, explication des crises et du chômage, ressort du commerce extérieur, évolution de la production et de la population active…).
Son optimisme technologique (Le Grand Espoir du XXe siècle, PUF 1949 ; Machinisme et Bien-Être, éditions de Minuit 1951 ; Les 40 000 heures, 1965) le conduit à annoncer dès 1945 pour des temps futurs la semaine de 30 heures et une durée de vie active d'environ 35 années, et à prévoir que la société évoluera implacablement vers une civilisation de type tertiaire, dominée par les services, mais où il espérait que le comportement moral des hommes progresserait également (Essais de morale prospective, 1966).
Il s'intéressait à l'homme davantage encore qu'à l'économie. Il a écrit quelques ouvrages de réflexion philosophique : La grande métamorphose, Comment mon cerveau s'informe, Ce que je crois, Essais de morale prospective…

## Biographie

### Jeunesse et études
Jean Joseph Hubert Fourastié naît le 15 avril 1907 à Saint-Benin-d'Azy (Nièvre). Son père, Honoré Fourastié, est fonctionnaire.
Il effectue ses études primaires et secondaires au collège de Juilly entre 1915 et 1928, puis, à Paris, à l'École Massillon et au lycée Saint-Louis. Il entre à l'École centrale Paris et devient en 1930 ingénieur des Arts et Manufactures. Il se sent cependant littéraire et y lit Tite-Live et Tacite.
Il intègre l'École libre des sciences politiques, où il est l'élève de Jean Romieu, et en est diplômé en 1933. Il entreprise ensuite une thèse de droit et devient docteur en droit en 1936 avec une thèse sur Le contrôle de l'État sur les sociétés d'assurance.
En 1935, il épouse Françoise Moncany de Saint-Aignan, licenciée ès lettres, sa collaboratrice de toujours, avec qui il a quatre enfants : Jacqueline, Jean-Pierre (mort en 2012), Jérôme (mort en 1942) et Vincent (mort en 2021).

### Parcours professionnel
À la suite de ses études, inspiré par Romieu, il est recruté à la préfecture de la Seine. Il passe ensuite au ministère du Travail, avant d'entrer par concours au ministère des Finances comme commissaire contrôleur, puis commissaire contrôleur général des assurances, jusqu'à son détachement en 1951, vers l'enseignement.
Mobilisé en 1939, il est fait prisonnier puis s'évade dès la première journée de captivité. Il reprend alors ses fonctions au Ministère des Finances pour le contrôle des assurances. Il est en 1939 chargé du cours d'Assurance au Conservatoire national des arts et métiers.

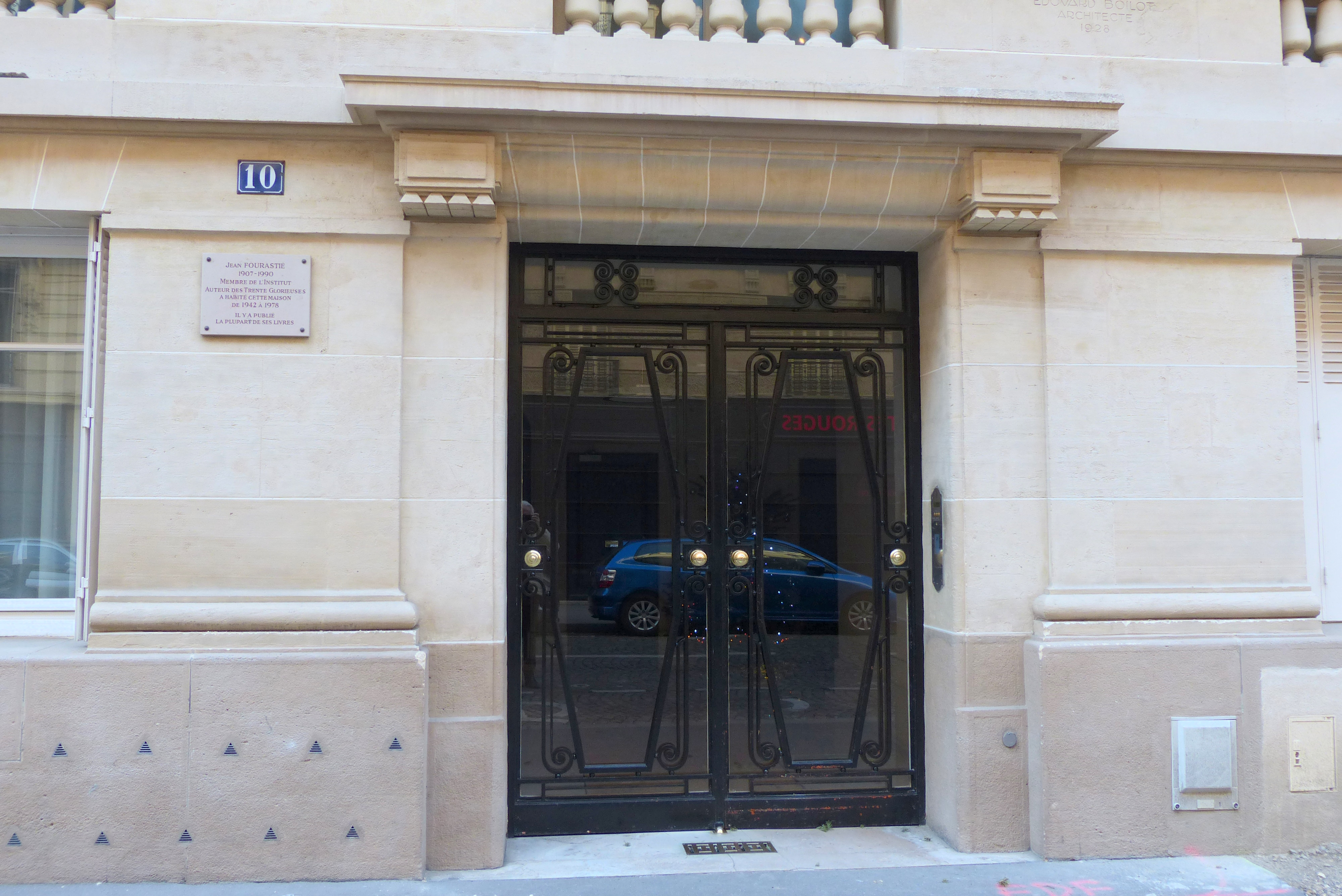
Entrée du 10 rue César-Franck, Paris 15e, avec sa plaque commémorative.

À partir de la guerre, avec la parution de L'Économie française dans le Monde, puis du Grand Espoir du XXe siècle, il est appelé par Jean Monnet au Commissariat Général au Plan ; sa carrière s'oriente vers l'enseignement et l'économie, avec une attache européenne et libérale très forte ; il devient l'un des universitaires les plus connus dans le domaine de la prévision et de l'analyse de la société industrielle.
De 1942 à 1978, il habite au 10, rue César-Franck (Paris 15e), où une plaque commémorative est apposée. Dans le même arrondissement se trouve une rue Jean-Fourastié, qui prend ce nom en 1997.

#### Conseiller et expert international
En 1944, Jean Monnet l'appelle au Commissariat Général au Plan, d'abord comme chef du service économique, puis comme conseiller économique. Président de la commission de modernisation de la main-d'œuvre du Commissariat au Plan, il le reste pendant quatre plans successifs, de 1951 à 1977. En 1961, il est choisi comme membre du « groupe de travail 1985 » du Commissariat au plan.
Il est en 1950 recruté comme vice-président du Comité des questions scientifiques et techniques à l'Organisation européenne de coopération économique (O.E.C.E), future OCDE. De 1949 à 1955, il est président du groupe de recherches de la Communauté européenne du charbon et de l'acier (C.E.C.A), sur les conditions et les conséquences du progrès technique dans la sidérurgie. En 1958, il est nommé expert des Nations unies auprès du gouvernement mexicain et de la commission économique pour l'Amérique latine.
En février 1978, il fait partie des membres fondateurs du Comité des intellectuels pour l'Europe des libertés.
En 1976, il est membre du Comité de Jérusalem.

#### Universitaire
Jean Fourastié est nommé en 1947 professeur à l'Institut d'études politiques de Paris. Il y donne notamment à partir de 1953 un cours intitulé « Progrès technique et évolution économique ».
Il est chargé de cours au CNAM (Assurances au point de vue économique), il devient en 1953 directeur d'études à la VIe section de l'École pratique des hautes études (la future EHESS). En 1964, il complète sa charge de cours au Conservatoire national des arts et métiers, par un enseignement à plein temps comme Professeur titulaire de la chaire d'Économie et statistiques industrielles. Il demeure Directeur d'Études à l'EPHE et professeur à Sciences-Po jusqu'à sa retraite en 1978.

#### Éditorialiste
En 1969, il devient éditorialiste au Figaro et le reste pratiquement toute sa vie. Il a collaboré régulièrement à l'hebdomadaire L'éducation nationale de 1949 à 1967, à la revue Arts de 1961 à 1966, et à L'Express de 1968 à 1974. Il a animé en 1967 et 1968 des « Quarts d'heure » mensuels à la télévision française.

### Autres
En 1968, il est élu à l'Académie des sciences morales et politiques, dont il a été président en 1978. En 1981, il est nommé président de la commission administrative centrale de l'Institut. Jean Fourastié était également membre du conseil d'administration de la Fondation du Crédit agricole - Pays de France, présidé par Philippe Lamour.
On lui doit, ainsi qu'à François Perroux, avec lequel il siégeait au sein de la première commission de terminologie économique et financière, l'invention en 1970 du terme « mercatique »,,.
La philosophie est pour lui un champ de réflexion fondamental : il écrit notamment Note sur la Philosophie des sciences, La grande Métamorphose, Essais de morale prospective, Comment mon cerveau s'informe, Ce que je crois.

## Principaux thèmes de recherche

### Comptabilité et plan comptable général
Jean Fourastié a été l’un des principaux acteurs du plan comptable des assurances (ensemble de règles et de terminologies à utiliser pour la comptabilité), puis du premier plan comptable général en France, en 1942. En 1943, il a publié son premier « Que sais-je ? », la Comptabilité, où il présente la comptabilité de façon simple, adaptée à tous.

### Principe: partir des faits
L'essentiel de sa pensée originale consiste à partir des faits et non des raisonnements. Jean Fourastié regarde le passé, l’histoire économique, les chiffres, les données statistiques, les ordres de grandeur et ce qui se passe dans les autres pays, pour connaître l’avenir. Il a fait d'énormes recherches sur le passé économique de la France (voir notamment Machinisme et Bien Être). Il a également lancé ses collaborateurs dans des recherches sur l'évolution des prix à long terme, les salaires, les revenus...
À partir de ces données, il a pu déceler l'influence prépondérante du progrès technique sur l'évolution économique, montrer par exemple qu'il n'existe pas de "mouvement général des prix", contrairement à la doctrine alors courante, mais que les prix évoluent de façon différente selon les secteurs : primaire ou agriculture à progrès technique moyen, (à long terme, les prix baissent un peu par rapport aux salaires), secondaire ou industrie, à progrès technique élevé (les prix baissent fortement), ou tertiaire ou services, à progrès technique faible ou nul (les prix suivent les salaires).

### Réflexion sur l'Homme
D'après Jean Fourastié 40 ans de recherche, voici les principales idées force :
- L'hétérogénéité du temps : court terme, moyen terme, long terme. Le mal moral est la méconnaissance ou le mépris du long terme.
- Le conflit du rationnel et de l'expérimental.
- Les limites de la science ; l'univers en évolution imprévisible. La science n'a pas percé le mystère de l'être ; elle nous apprend peu à peu comment nous sommes là ; elle ne peut nous apprendre pourquoi nous sommes, ni où nous devons aller.
- L'homme ne peut avoir qu'une idée claire à la fois.
- Les leçons d'ignorance : reconnaître les lacunes de l'information scientifique. On enseigne les résultats de la science ; on ne parvient pas à enseigner l'esprit scientifique expérimental.
- La morale prospective : ensemble des principes élaborés par l'homme pour accroître l'adéquation au réel de ses options. La nécessité de décider sans disposer d'une information suffisante.
- Les valeurs qui font progresser l'humanité ne sont pas les mêmes que celles qui la font durer.
- L'idée que la science d'aujourd'hui permet ou oblige de se faire de Dieu. Les hommes ont besoin pour vivre d'une explication de l'inexplicable. Le réel ne suffit pas à expliquer le réel.

## Économiste
Pour lui, le progrès technique joue un rôle prépondérant. Dès 1945, dans l’Économie française dans le Monde, il esquisse une théorie qu’il complète et actualise toute sa vie :

### Évolution de la population active
Les progrès de l’agriculture sont importants depuis la fin du XVIIe siècle : le machinisme, les techniques agricoles, permettent de produire davantage avec moins de travail. Il faut donc moins d’agriculteurs : en 1800, 65 % de la population active française travaillait dans l'agriculture ; la baisse a été continue : en 2013, c'est seulement 2,9 %.
En 1851, un agriculteur français nourrissait − assez mal, avec beaucoup de féculents, peu de légumes verts, de fruits et pratiquement pas de viande − quatre personnes en le comptant. En 1911, il en nourrissait 5,11 ; en 1949 : 7,25 ; en 1974 : 16,6 ; en 2013, il en nourrit − très bien – près de 100. Les « bras » ainsi libérés peuvent contribuer à la production industrielle ; ensuite, sous l’effet du progrès technique, la production industrielle demande de moins en moins de travailleurs, ce qui laisse libre le champ des services. Le graphique montre l'évolution en France de 1806 à 1990 : on voit la part de l'agriculture baisser, alors que la part la production agricole croît, sous l'influence du progrès des techniques agricoles, la part du secondaire (industrie) croît d'abord. Dans une dernière étape, la part du secondaire décroît, mais celle des services (tertiaire) croît. Le renversement a eu lieu aux alentours de 1940-50.
Jean Fourastié savait que ces mouvements se passeraient de façon peut-être douloureuse (obligation de changer de métier, de résidence…), mais que le temps de travail en diminuant servirait de régulateur : 1 200 heures par an et par travailleur suffiraient. C'est l'origine du titre Les Quarante Mille Heures : 1 200 heures pendant près de 35 ans donneraient 40 000 heures par vie.

### Évolution de la production
Sous l’influence du progrès des techniques de production, les hommes parviennent donc à produire davantage, ce qui explique les mouvements de la production. La production traditionnelle d’un pays (cela reste vrai pour des pays encore peu développés) était agricole : le blé ou les céréales nécessaires à la survie des habitants. Progressivement, la production agricole augmente et se diversifie. Puis l’industrie se développe : les bras libérés dans l'agriculture se dirigent vers l'industrie ; la production industrielle augmente. Progressivement, sans voir diminuer cette production, on voit diminuer la main d’œuvre qui lui est nécessaire ; il y a alors place pour d’innombrables services.

### Évolution de la consommation
La consommation suit le même mouvement. L’appétit de consommation de l’homme est illimité. Le « grand espoir du XXe siècle » était pour Jean Fourastié que les hommes mangeraient à leur faim et verraient leur confort augmenter, ce qui s’est réellement produit. Les hommes qui, avant 1850, ne pouvaient consommer que de la nourriture (à 90 %) et presque uniquement des féculents, peuvent diversifier leur consommation en achetant des produits manufacturés et, de plus en plus, des services.

### Évolution des prix
Toutes ses affirmations sont étayées par des données chiffrées ; l'observation des prix à partir de séries de prix observées a été l'une de ses préoccupations. Jean Fourastié lève la difficulté due aux variations de la monnaie en employant une unité valable en tout temps et en tout lieu : le salaire horaire. Il compare les prix nominaux au salaire horaire (total de base) de la même date et du même lieu, obtenant ce qu’il appelle le prix réel. Les bonnes années, vers 1700, un kilogramme de blé coûtait 3 salaires horaires : ce qui signifie qu'il fallait 3 heures de travail pour produire ou acheter 1 kg de blé. En 2013, un kilogramme de pain baguette vaut environ 14 minutes de travail. Le progrès depuis trois cents ans tient dans ces chiffres. Jean Fourastié a réuni des milliers de séries de prix sur longue durée, et prouvé que la plupart des produits agricoles et industriels ont vu leur prix réel baisser. Ces séries de prix sont publiées et mises à jour sur https://www.fourastie-sauvy.org/

### Croissance
Il se basait sur l’égalité 210 = 1024 pour affirmer que la croissance ne peut être indéfinie. En effet, une croissance de 7 % par an (approximativement celle du PIB français pendant les Trente Glorieuses) donnerait une multiplication par deux du PIB en 10 ans (1,0710 = 1,967, soit environ 2).
Le calcul peut être réalisé grâce à une suite géométrique {\displaystyle u_{n}}, où {\displaystyle n} correspond au nombre d'années, {\displaystyle X} au taux de croissance et {\displaystyle u_{0}} au PIB de base (année zéro).
{\displaystyle u_{n}=u_{0}*(1+X)^{n}}
Exemple pour une croissance de 7 % pendant 10 ans, avec un PIB de départ d'une valeur de 100 :
{\displaystyle u_{10}=100*(1+0,07)^{10}}{\displaystyle u_{10}=196,7}Ainsi, une croissance de 7 % par an pendant 100 ans, donnerait un PIB annuel multiplié par 868 à la fin de cette période. Cela semble tout à fait impossible avec les connaissances dont nous disposons.
Jean Fourastié pensait que nous étions dans une période transitoire : avant, c’était la vie traditionnelle ; après, ce sera une civilisation technique à haut niveau de vie, mais où la croissance sera faible ou nulle. En effet, l'augmentation de la productivité agricole fait passer la production agricole d'une situation où un pays comme la France arrivait à peine à se nourrir (surtout à base de blé et de féculents) à une nourriture riche et variée, et où 80% de la population active devait travailler dans l'agriculture, à la situation actuelle où un petit nombre d'agriculteurs nourrit très bien tous les Français. La structure de la population active se transforme alors, passant d'une prépondérance pour l'agriculture à une prépondérance industrielle. Alors les progrès techniques interviennent et il faut de moins en moins d"ouvriers pour produire davantage de produits manufacturés. Le dernier stade est la diminution de la population active industrielle au bénéfice du secteur tertiaire, les services, où aucun (ou peu) de progrès techniques sont possibles. Dès 1949, Jean Fourastié prévoyait une période d'intense progrès technique, pendant laquelle la croissance serait forte - c'est ce qu'il a appelé ensuite "les Trente glorieuses" -, suivie d'une civilisation tertiaire, où il y aurait peu ou pas de progrès technique et donc peu de croissance, mais un niveau de vie bien plus élevé.

## Publications
- Années 1930
  - 1937 Le Contrôle de l'État sur les sociétés d'assurances. Paris, Faculté de droit, 1937, 275 p.
- Années 1940
  - 1941 Le Nouveau Régime juridique et technique de l'assurance en France, Paris, L'Argus, 1941, 282 p.
  - 1943 La Comptabilité, Paris, Presses universitaires de France, coll. « Que sais-je ? », 1943, 128 p.(Traduit en portugais et japonais)
  - 1944 Comptabilité générale conforme au plan comptable général, Paris, Librairie générale de droit et de jurisprudence, 1944, 271 p.
  - 1945 L'Économie française dans le monde, avec Henri Montet. Paris, Presses universitaires de France, coll. « Que sais-je ? », no 191, 1945, 136 p. (réédité avec la collaboration de Jean-Paul Courtheoux).
  - 1946 Les Assurances au point de vue économique et social, Paris, Payot, 1946, 132 p. (Bibliothèque économique).
  - 1947 Esquisse d'une théorie générale de l'évolution économique contemporaine, Paris, Presses universitaires de France, 1947, 32 p.
  - 1947 La Civilisation de 1960, Paris, Presses universitaires de France, 1947. 120 p. (coll. « Que sais-je ? » no 279). Ed. remaniée en 1953 sous le titre : La Civilisation de 1975, en 1974, sous le titre : La Civilisation de 1995 et, en 1982, sous le titre : La Civilisation de 2001. 11e éd. : 1982.(Traduit en espagnol, japonais, arabe, hébreu, allemand, serbo-croate, portugais, turc, chinois).
  - 1948 Note sur la philosophie des sciences, Paris, Presses universitaires de France, 1948, 36 p.
  - 1949 Le Grand Espoir du XXe siècle. Progrès technique, progrès économique, progrès social, Paris, Presses universitaires de France, 1949, 224 p. - Rééd.1989, collection Tel Gallimard.(Traduit en allemand, espagnol, portugais, néerlandais, grec, flamand).
- Années 1950
  - 1950 Les Arts ménagers, avec Françoise Fourastié, coll. « Que sais-je ? », PUF, 127 p. réédité sous le titre Histoire du Confort, traduit en portugais.
  - 1951-52 Le progrès technique et l'évolution économique, Institut d'Études Politiques de Paris, Paris, les cours de Droit (deux fascicules), 1951-52, 249 p.
  - 1951 Machinisme et bien-être, Paris, Ed. de Minuit, 1951, 256 p. (Coll. l'Homme et la machine, dirigée par Georges Friedmann, traduit en anglais sous le titre The cause of Wealth et publié sur le site fourastie-sauvy.org [19]
  - 1952 La Productivité, Paris, Presses universitaires de France, 1952, 120 p. (coll. « Que sais-je ? » no 557). (11e éd. : 1987). (traduit en allemand, espagnol, portugais, japonais, iranien, italien, turc).
  - 1955 La prévision économique et la direction des entreprises, Paris, Presses universitaires de France, 1955, 152 p.
  - 1956 Histoire de demain, avec la collaboration de Claude Vimont, Paris, Presses universitaires de France, 1959, 128 p. (coll. « Que sais-je ? » no 711). (4e éd. : 1968). (traduit en japonais, espagnol, portugais, serbo-croate, italien, turc, arabe).
  - 1957 Productivité, prix et salaires, Paris, O.E.C.E., 1957, 115 p. (édité simultanément en anglais : Productivity, prices, and wages).
  - 1959 Pourquoi nous travaillons, Paris, Presses universitaires de France, 1959, 128 p. (coll. « Que sais-je ? » no 818). (8e éd. : 1984). (Traduit en espagnol, japonais, allemand, portugais, grec).
- Années 1960
  - 1961 La Grande Métamorphose du XXe siècle. Essais sur quelques problèmes de l'humanité d'aujourd'hui. Paris, Presses universitaires de France, 1961, 224 p. (traduit en allemand). En partie repris dans Idées majeures, Paris, Gonthier, Coll. Bibliothèque Médiations no 96, 1966. (traduit en polonais et portugais).
  - 1963 La Planification économique en France, avec la collaboration de Jean-Paul Courthéoux. Paris, Presses universitaires de France, 1963, 208 p. (coll. L'Organisateur).
  - 1964 Les écrivains témoins du peuple, textes réunis et présentés par Jean et Françoise Fourastié, Paris, ed. Ditis, 1964, 511 p., Coll. J'ai lu l'essentiel, no 10).
  - 1965 Les 40 000 heures. Paris, Gonthier-Laffont, 1965. 247 p. (coll. Inventaire de l'avenir no 1), réédité, Coll. Bibliothèque Médiations, Denoël-Gonthier no 102. (traduit en allemand, espagnol, portugais, japonais, italien, finlandais, néerlandais, grec, slovène, tchèque).
  - 1966 Les Conditions de l'esprit scientifique. Paris, Gallimard, 1966, 256 p. (coll. Idées no 96). (traduit en espagnol, polonais, iranien, arabe).
  - 1966 Essais de morale prospective. Paris, Gonthier ; 1966, 200 p. réédité, Coll. Bibliothèque Médiations, Denoël-Gonthier no 75 (traduit en néerlandais, espagnol, polonais, portugais, flamand).
- Années 1970
  - 1970 Lettre ouverte à quatre milliards d'hommes. Paris, A. Michel, 1970, 167 p. (coll. Lettre ouverte). (traduit en japonais).
  - 1970  Des Loisirs: pour quoi faire ? , avec la collaboration de Françoise Fourastié, Paris Castermann 1970 , 143 p. (coll. Mutations Orientations, no 3)
  - 1972 Faillite de l'Université ? Paris, Gallimard, 1972, 186 p. (coll. idées no 257)
  - 1973-74 Prévision, futurologie, prospective, Cours de l'Institut d'Études Politiques de Paris. 1973-74. Paris, Les cours de droit, 1974, 113 p. (ronéoté).
  - 1974  L'Église a-t-elle trahi ? Dialogue entre Jean Fourastié et René Laurentin. Paris, Beauchesne, 1974, 192 p. (traduit en portugais).
  - 1976 Le Long Chemin des hommes , Paris, R. Laffont, 1976, 288 p.(traduit en argentin).
  - 1977 Pouvoir d'achat, prix et salaires, avec la collaboration de Jacqueline Fourastié. Paris, Gallimard, 1977, 223 p. (coll. Idées no 374).
  - 1978 La réalité économique. Vers la révision des idées dominantes en France, avec la collaboration de Jacqueline Fourastié, Paris, R. Laffont, 1978, 365 p. (Réédité en 1986, Paris, Hachette, 423 p. coll. Pluriel no 8488) .
  - Les Trente Glorieuses ou la Révolution invisible de 1946 à 1975, Paris, Fayard, 1979, 299 p. (ISBN 2-213-00683-0). Réédition : Les Trente Glorieuses ou La révolution invisible de 1946 à 1975 (préf. Daniel Cohen), Paris, Pluriel, 2011 (1re éd. 1979), X-288 p. (ISBN 978-2-8185-0199-3).
- Années 1980[20]
  - 1981 Le Jardin du voisin, les inégalités en France, avec la collaboration de Béatrice Bazil, Paris, Le Livre de Poche, Hachette, 1980, 352 p. (Coll. Pluriel no 8359).
  - 1981 Ce que je crois, Paris, Grasset.
  - 1983 Le Rire, suite, Paris, Denoël-Gonthier, 1983.
  - 1984 Pourquoi les prix baissent, avec la collaboration de Béatrice Bazil, Paris, Hachette, 1984, 320 p. (coll. Pluriel no 8390)[21].
  - 1986 En Quercy, essai d'histoire démographique, Quercy-Recherche, Cahors.
  - 1987 D'une France à une autre, avant et après les Trente Glorieuses, avec la collaboration de Jacqueline Fourastié, Paris, Fayard.
  - 1989 Warum die Preise sinken, Produktivität und Kaufkraft seit dem Mittelalter, avec la collaboration de Jan Schneider, Campus Verlag, Frankfurt, New York.
- Années 1990
  - 1994, Jean Fourastié entre deux mondes. Mémoires en forme de dialogues avec sa fille Jacqueline, posthume, avec la collaboration de Jacqueline Fourastié et Béatrice Bazil, Beauchesne éditeur, Paris.
- Textes choisis
  - Textes choisis et présentés par Jean-Louis Harouel, Jean Fourastié, Productivité et richesse des nations, Gallimard, col. « Tel », Gallimard, Paris, 2005.

## Distinctions
- Commandeur de la Légion d'honneur (1975)[22]
- Grand-croix de l'ordre national du Mérite
  - Nommé grand officier le 14 juin 1979[23]